# Intu Properties
Intu Properties, anciennement Capital Shopping Centres Group est une Société Civile de Placement Immobilier (SCPI) britannique, largement centrée sur la gestion de centres commerciaux et  leur développement.  En plus de 13 centres commerciaux au Royaume-Uni, le groupe Capital Shopping Centres possède aussi la filiale californienne 'Equity One. Les actions de la compagnie sont présentes aux Bourses de Londres et de Johannesbourg et fait partie de l'indice FTSE 250.

## Histoire
Anciennement appelée Liberty International, elle change son nom pour celui de sa filiale principale en mai 2010 après avoir transformé son centre de profit en société autonome Capital & Counties Properties.
En décembre 2017, Hammerson,  une autre entreprise britannique spécialisée dans l'immobilier commercial, annonce l'acquisition d'Intu Properties, pour 3,4 milliards de livres.
En juin 2020, Intu annonce la mise en place d'une procédure de sauvegarde, dû au poids de sa dette et à la crise du coronavirus qui a réduit fortement le paiement des loyers dans ses centres commerciaux.